# 여허나라 할라
여허나라 할라(葉赫那拉氏, 만주어: ᠶᡝᡥᡝ
ᠨᠠᡵᠠ
ᡥᠠᠯᠠ Yehe Nara Hala)는 만주족 나라 할라의 지파로 해서여진 여허부(部)의 성씨였다.

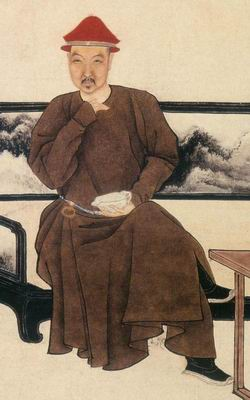
강희제의 측근이었던 사인(詞人) 나라 싱더(納蘭性德)

그 시조는 16세기 후반 투메드 몽골의 귀족인 싱건 다르한(만주어: ᠰᡳᠩᡤᡝᠨ
ᡩᠠᡵᡥᠠᠨ Singgen Darhan)으로, 이후 그의 후손들은 후룬 인근의 나라 씨족의 부락 정복한 뒤 자신의 하라를 투머트(만주어: ᡨᡠᠮᡝᡨ Tumet)에서 나라(만주어: ᠨᠠᡵᠠ Nara)로 개성하고, 강명을 연고로 여허(葉赫, 만주어: ᠶᡝᡥᡝ Yehe)라는 무쿤을 더하여 여허나라(葉赫那拉, 만주어: ᠶᡝᡥᡝ
ᠨᠠᡵᠠ Yehe Nara)라 일컬었다.

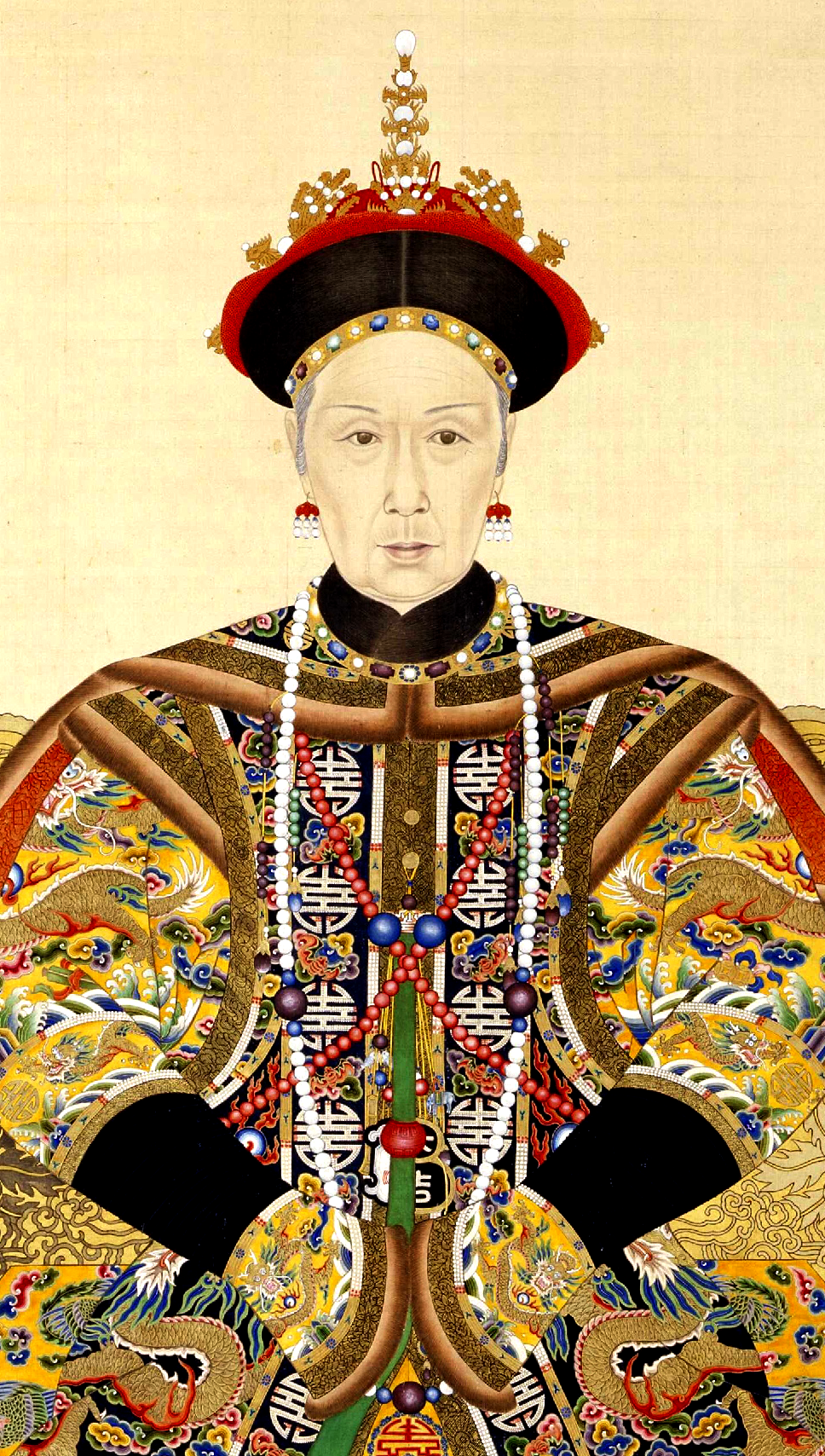
청 제국의 권력자였던 효흠현황후(孝欽顯皇后,) 여허나라씨

누르하치의 본래 세력 기반인 건주여진의 니루(만주어: ᠨ᠋ᡳᡵᡠ Niru) 편성을 대체로 기존 조직을 기반으로 했고, 니루의 규모도 다른 여진족보다 컸다. 그러나 정복 전쟁에서 저항이 심했던 해서여진은 이와 달랐다. 누르하치는 복속된 해서여진을 대대적으로 이주시키는 정책을 실시했을 뿐만 아니라, 해서여진이 자신들만의 니루를 구성하는 것을 경계했다. 자발적으로 누르가치를 따르거나 과거의 친교관계를 유지해 온 소수의 해서여진을 제외하고 대부분은 조각조각 분리되어 건주여진 니루에 배속되었다.
누르하치는 이런 방식으로 팔기를 조직함으로써 통일된 여진족의 결합력을 강화하고 반란 가능성을 제거하였다. 그러나 팔기만으로 통합이 완벽하게 이루어진 것은 아니었다. 특히 해서여진의 경우, 불만이 지속적으로 내재되어 있었던 흔적을 찾을 수 있다. 1912년 청 제국이 멸망한 후에 민간에서는 누르하치에게 정복당한 여허의 후손인 서태후가 청 제국 복수해서 청 제국이 망했다는 소문이 무성했었다. 이를 보면 건주여진에 대한 해서여진의 반감이 청대 내내 잠재해 있었음을 짐작할 수 있다.
신해혁명으로 무능하고, 부패가 절정인 봉건전제의 청 제국이 와해되었지만, 진정한 공화정치가 실현되지 못하고 군벌의 통치가 뒤를 이었으며 민족 차별 정책이 수반되었다. 전국 각지의 주방팔기(駐防八旗)들은 예를 들어 서안·남경·항주·형주 등지에서 무고한 만주족 관병을 살해하는 사건이 도처에서 일어났다. 이에 따라 만주족 사람들은 어쩔 수 없이 한족(漢族)의 성씨로 바꾸는 것이 적지 않았다. 만주족이 많은 북경지역에서는 소수의 달관 · 현귀이기 때문에 족속과 성씨를 바꿀 방법이 없는 사람 이외에 일반적으로 만주인들은 족속과 성씨를 바꾸는 숫자가 적지 않았으며, 그렇지 않는다면 입에 풀질하고 살 방도조차 찾을 수도 없을 뿐만 아니라, 이미 가지고 있던 직장이나 일자리도 잃어버릴 수 밖에 없었다. 따라서 중화민국이 건립되자 예허나라씨는 한성(漢姓)인 나(那), 엽(葉), 장(張), 나(羅), 소(蘇)로 가장했다.